# اقتصاد پساکمیابی
پساکمیابی یک وضعیت اقتصادی نظری است که در آن بیشتر کالاها با حداقل نیروی انسانی مورد نیاز می‌توانند به وفور تولید بشوند، به طوری که بسیار ارزان یا حتی آزاد در دسترس همه قرار گیرند. پساکمیابی به معنای این نیست که کمیابی در تمام کالاها و خدمات برطرف شده‌است، بلکه منظور این است که همه مردم می‌توانند به راحتی نیازهای اصلی بقای خود را همراه با نسبت قابل توجهی از خواسته‌هایشان برای کالاها و خدمات را برآورده کنند. نویسندگان در این زمینه معمولاً تأکید می‌کنند که برخی از کالاها در جامعه پساکمیابی کمیاب خواهند ماند.
در مقاله «جهان پس از کمیابی ۲۰۵۰–۲۰۷۵» نویسندگان ادعا می‌کنند که کمیابی عصر کنونی، ناشی از سهل انگاری قرن ۱۹ و ۲۰ (در مورد آینده) است. دوره بین ۱۹۷۵ و ۲۰۰۵ با فراوانی نسبی منابع (نفت، آب، انرژی، غذا، اعتبار، و غیره) مشخص شد که باعث تقویت صنعتی شدن و توسعه در اقتصادهای غربی شد. افزایش تقاضای منابع همراه با افزایش جمعیت منجر به فرسودگی منابع می‌شود. تا حدی، ایده‌های توسعه یافته در مورد پساکمیابی ناشی از تجزیه و تحلیل‌هایی است که نشان می‌دهد سرمایه‌داری از کمیابی استفاده می‌کند و به آن دامن می‌زند.
یکی از اصلی‌ترین ردپاهای دوره‌های کمیابی، افزایش و نوسان قیمت‌ها است. برای مقابله با این وضعیت، پیشرفت در فناوری وارد عمل می‌شود و باعث استفاده کارآمد از منابع تا حدی می‌شود که هزینه‌ها به‌طور قابل توجهی کاهش می‌یابد (تقریباً همه چیز رایگان خواهد بود). در نتیجه، نویسندگان ادعا می‌کنند که دوره بین ۲۰۵۰ و ۲۰۷۵ یک عصر پس از کمیابی خواهد بود که در آن دیگر کمیابی وجود نخواهد داشت.

## انواع

### فناوری گمانه زن
امروزه، آینده‌پژوهانی که دربارهٔ پساکمیابی صحبت می‌کنند، به اقتصادی بر پایه پیشرفت در فناوری‌های تولید خودکار اشاره می‌کنند. پیشرفت‌هایی مثل دستگاه خودجایگزین، روی کاغذ می‌توانند تمام کالاها را به صورت فراوان، بدون نیروی انسانی و صرفاً با فراهم کردن مواد اولیه و انرژی کافی تولید کرد.
فناوری‌های گمانه زنی شده در حوزه نانو مثل همگذاری مولکولی یا کارخانه‌های نانو، که هم‌اکنون وجود خارجی ندارند، احتمال به وجود آمدن دستگاه‌هایی که می‌توانند به صورت خودکار هر ماده‌ای را با دادن مواد اولیه و دستورالعمل‌های صحیح تولید کنند را زیاد کرده‌است که در صورت به وجود آمدن چنین دستگاه‌هایی می‌توان به یک جهان پساکمیابی رسید.
در آینده نزدیک‌تر، افزایش حجم خودکار سازی کار فیزیکی توسط ربات‌ها به عنوان یکی از عوامل رسیدن به یک جهان پساکمیابی بررسی شده‌است.
پیش‌بینی شده‌است که افزایش شکل‌های مختلف دستگاه‌های نمونه‌سازی سریع و رپ‌رپ نیز به کمک تولید فراوان مورد نیاز یک جامعه پساکمیابی بیاید. مبلغان ماشین‌های خودجایگزین مثل آدریان بایر مخترع پروژه رپ‌رپ، ادعا می‌کنند که زمانی که یک ماشین کاملاً خودجایگزین ساخته شود، به دلیل این که هر کس می‌تواند آن را تکثیر کند و بفروشد، رقابت‌های بازار قیمت این ماشین را به مواد اولیه اش خواهد رساند، و همین اتفاق برای کالاهایی که این ماشین می‌تواند تولید کند خواهد افتاد.
حتی با وجود دستگاه‌های تمام خودکار تولید، محدودیت مواد اولیه و انرژی، به علاوه آسیب‌های زیست‌محیطی تولید می‌توانند باعث محدود شدن کالاهای تولید شده شوند. مبلغان پساکمیابی معمولاً برای حل این موضوع به استفاده از انرژی تجدیدپذیر و بازیافت گسترده‌تر اشاره می‌کنند تا به وسیله آن‌ها آسیب‌های زیست‌محیطی و نیاز به مواد اولیه کاهش یابد. به‌طور خاص معمولاً انرژی خورشیدی ذکر می‌شود، زیرا قیمت پانل‌های خورشیدی در حال کاهش است.(و توسط فناوری‌های تولید خودکار می‌تواند به شدت کمتر شود) و مبلغان اشاره می‌کنند که کل انرژی رسیده از خورشید به زمین، هزاران برابر نیاز امروز ما به انرژی است.
همچنین بعضاً مبلغان ادعا می‌کنند که می‌توان از مواد اولیه و انرژی موجود در فضا نیز استفاده کرد و منابع موجود در زمین را به صورت قابل توجهی گسترش داد. برای مثال، معدن کاوی سیارک‌ها به عنوان راهکاری برای حل کمیابی فلزات مفیدی مانند نیکل مورد بحث واقع شده‌است. اگرچه معدن کاوی سیارک‌ها هم‌اکنون وجود ندارد و ماموریت‌های ابتدایی آن ممکن است به نیروی انسانی نیاز داشته باشد، اما مبلغان امیدوارند که بشریت بتواند معدن کاوی خودکار را به کمک ماشین‌های خودجایگزین انجام دهد.

### مارکسیسم
کارل مارکس، در بخشی از گروندریسه تحت عنوان «در باب ماشین‌ها»، بحث می‌کند که گذار به جامعهٔ پساسرمایه‌داری که به صورت پیشرفته با خودکارسازی ترکیب شده‌است، می‌تواند کاهش چشم‌گیری در نیروی کار مورد نیاز برای تولید کالاهای مورد نیاز داشته باشد؛ سرانجام می‌توان به نقطه‌ای رسید که همهٔ مردم برای دنبال کردن علم، هنر و فعالیت‌های خلاقانه اوقات فراغت زیادی داشته باشند. بعدها برخی از مفسرین این وضعیت را «پساکمیابی» نام‌گذاری کردند.
مارکس ادعا می‌کند که سرمایه‌داری —سیستم رشد اقتصادی مبتنی بر انباشت سرمایه— به بهره‌برداری از کار مازاد وابسته است؛ اما جامعهٔ پساسرمایه‌داری به موارد زیر می‌پردازد:
توسعهٔ رایگان فردیت‌ها، هم‌چنین ترجیح بر کاهش حداکثری کار عمومی لازم برای جامعه به جای عدم کاهش زمان کار ضروری که منجر به قرار گرفتن در وضعیت کار مازاد می‌شود؛ این زمان به کار هنری، علمی و … اختصاص پیدا می‌کند. توسعهٔ افراد برای همهٔ آن‌ها در زمان آزادشده (صرفه‌جویی شده) رخ می‌دهد.

## برای مطالعهٔ بیشتر
- فراوانی: آینده بهتر از آن است که فکر کنید توسط پیتر دیاماندیس
- آینده ای روشن: فراوانی و پیشرفت در قرن بیست و یکم توسط دیوید مک مولن
- کتاب‌های مارتین فورد (نویسنده)
- جنبش جدید حقوق بشر: اختراع مجدد اقتصاد برای پایان دادن به ظلم توسط پیتر جوزف
- سرمایه‌داری مردم: اقتصاد انقلاب ربات‌ها نوشته جیمز آلبوس
- Anarchism Post-Scarcity توسط موری بوکچین
- Trekonomics: The Economy of Star Trek توسط مانو سعدیا
- جنبش Zeitgeist تعریف شده: تحقق قطار جدیدی از فکر توسط پیتر جوزف و اعضای TZM
- Zero Marginal Cost Society توسط جرمی ریفکین
- کمونیسم لوکس کاملاً خودکار توسط آرون باستانی
- بهترین چیزی که پول نمی‌تواند خریداری کند توسط ژاک فرسکو